# یواس‌اس دونز (اف‌اف-۱۰۷۰)
یواس‌اس دونز(اف‌اف-۱۰۷۰) (به انگلیسی: USS Downes (FF-1070)) یک کشتی بود که طول آن ۴۳۸ فوت (۱۳۴ متر) بود. این کشتی در سال ۱۹۶۹ ساخته شد.